# Лінти
Лінти́ (рос. Линты) — присілок у складі Гаринського міського округу Свердловської області.
Населення — 2 особи (2010, 2 у 2002).
Національний склад населення станом на 2002 рік: росіяни — 100 %.